# Aurora (condado de Cayuga, Nueva York)
Aurora es una villa ubicada en el condado de Cayuga en el estado estadounidense de Nueva York. En el año 2000 tenía una población de 720 habitantes y una densidad poblacional de 289.6 personas por km².

## Geografía
Aurora se encuentra ubicada en las coordenadas 42°44′48″N 76°41′58″O / 42.74667, -76.69944.

## Demografía
Según la Oficina del Censo en 2000 los ingresos medios por hogar en la localidad eran de $57 222, y los ingresos medios por familia eran $64 583. Los hombres tenían unos ingresos medios de $31 667 frente a los $32 250 para las mujeres. La renta per cápita para la localidad era de $17 526. Alrededor del 4.8% de la población estaban por debajo del umbral de pobreza.